# Lidia Bajkowska
Lidia Bajkowska – polska pedagog, pianistka, autorka muzycznych książek i podręczników.

## Życiorys

### Edukacja
Lidia Bajkowska uczyła się w klasie fortepianu prof. Natalii Hornowskiej, prof. Danuty Dworakowskiej, uczennicy prof. Marii Wiłkomirskiej oraz w klasie prof. Ryszarda Baksta.
W warszawskiej Akademii Muzycznej Lidia Bajkowska kształciła się pod kierunkiem m.in. Marii Kaczurbiny, Stanisława Kawalli, Tadeusza Maklakiewicza, Stanisława Prószyńskiego, Witolda Rudzińskiego, Antoniego Szalińskiego, Wita Zawirskiego, Ryszarda Zimaka i Andrzeja Rakowskiego).
W 1981 roku ukończyła studia doktoranckie przy Wydziale Kompozycji, Dyrygentury i Teorii Muzyki Akademii Muzycznej im. Fryderyka Chopina w Warszawie.

### Praca pedagogiczno-artystyczna
W 1980 r., w ramach swoich studiów doktoranckich na Akademii Muzycznej im. Fryderyka Chopina w Warszawie. otworzyła pierwszą w Polsce "zerówkę muzyczną". Ideą tej klasy zerowej było przygotowywanie dzieci do egzaminów wstępnych w szkołach muzycznych. Program edukacyjny oparty był na Pedagogice Zabawy Janusza Korczaka, który autora jako pierwsza wprowadziła do edukacji muzycznej. Ta prekursorska zerówka muzyczna stała się później inspiracją dla wielu innych, podobnych klas zerowych, które otwierane były w następnych latach przy Akademiach Muzycznych i Szkołach Muzycznych w wielu regionach kraju.
Przez wiele lat Lidia Bajkowska, autorka muzycznych książek dla dzieci, organizowała dla nich koncerty teatralne na podstawie własnych scenariuszy z udziałem widowni. Przygotowywała spektakle dziecięce i koncerty swoich uczniów.
Akompaniowała na scenie instrumentalistom, aktorom, śpiewakom w tym solistom opery i operetki, m.in. Aleksandrze Strugacz Leszczyńskiej, Ewie Gawrońskiej, Robertowi Saukowi. Współpracowała z Marią Fołtyn, śpiewaczką i popularyzatorką muzyki Stanisława Moniuszki i z aktorami, m.in. Stanisławem Jasiukiewiczem, Ryszardą Hanin, Danutą Nagórną.

## Publikacje
Za Bajkę o Piosence i nutkach, wydaną w 1992 roku przez Wydawnictwo PWN, Lidia Bajkowska otrzymała nagrodę Ministra Kultury i Sztuki. Książkę rekomendowało Ministerstwo Edukacji Narodowej jako podręcznik. Objęta była Funduszem Wspierania Literatury Polskiej i wpisana jest na prestiżową listę Instytutu Książki. W 1995 roku Bajka o piosence i nutkach, za szczególne walory edukacyjne przyjazne każdemu dziecku, walory merytoryczne, metodyczne, literackie i graficzne, została wyróżniona i sygnowana przez UNICEF wpisem i znakiem graficznym do książki. Książka została umieszczona na liście Pro Futuro, w Funduszu Wspierania. Kolejne publikacje: Zaczarowane pianino, Porwanie Królewny Nutki i Teatr Marzeń wydało Wydawnictwo Prószyński i S-ka.
Bajka Porwanie królewny Nutki posłużyła jako scenariusz do sztuki teatralnej Porwanie Nutki, której premiera odbyła się w 1998 roku w Teatrze Młodego Widza TVP2, w reż. Lena Szurmiej, z muzyką Piotra Rubika i scenografią Julity Sander. W spektaklu wystąpili m.in. Joanna Trzepiecińska, Artur Żmijewski, Karolina Dryzner, Paweł Deląg, Agnieszka Sitek oraz Ewa Porębska w roli królewny Nutki.

### Wykaz publikacji
- Bajka o Piosence i nutkach Warszawa: PWN, 1992 (wydanie II 1995, wydanie III 1996).
- Wskazówki metodyczne do Bajki o Piosence i nutkach, Warszawa: PWN, 1995 (wydanie II 1996).
- Zaczarowane pianino, Warszawa: Prószyński i S-ka, 1997.
- Porwanie królewny Nutki, Warszawa: Prószyński i S-ka, 1998.
- Teatr marzeń, Warszawa: Prószyński i S-ka, 1998.

## Nagrody i dyplomy
- Nagroda Ministra Kultury i Sztuki w 1992 r. za całokształt pracy pedagogiczno-artystycznej oraz za podręcznik do muzyki pt. Bajka o Piosence i nutkach.
- Liczne nagrody, dyplomy, wyróżnienia i podziękowania za pracę dydaktyczno-wychowawczą.
- Dyplomy za pierwsze miejsca w konkursach, koncertach, spektaklach dziecięcych i młodzieżowych oraz liczne wyróżnienia i podziękowania.